# Tour de France 1976
Il Tour de France 1976, sessantatreesima edizione della corsa, si svolse in ventidue tappe precedute da un prologo iniziale, tra il 24 giugno e il 18 luglio 1976, per un percorso totale di 4 016 km. 
Fu vinto per la prima ed unica volta dallo scalatore belga Lucien Van Impe (al terzo podio nel Tour dopo due terzi posti ottenuti nelle edizioni del 1971 e del 1975). Si trattò della diciottesima, e finora ultima, edizione del Tour vinta da un corridore del Belgio. Van Impe, in forza alla Gitane-Campagnolo di Cyrille Guimard, terminò le proprie fatiche sulle strade del Tour in 116h22'23". Nella seconda posizione della graduatoria generale si classificò il passista-finisseur olandese Joop Zoetemelk (al terzo podio al Tour; ancora una volta come secondo classificato, stessa posizione già ottenuta nelle edizioni 1970 e 1971). A piazzarsi al terzo posto della classifica generale fu il passista-cronoman, scalatore e finisseur francese Raymond Poulidor (all'ottavo ed ultimo podio nella Grande Boucle senza mai vincerla, un vero e proprio primato).
Per Raymond Poulidor si trattò dell'ultima di quattordici partecipazioni al Tour; alla soglia dei quarant'anni riuscì a cogliere l'ennesimo podio (l'ottavo: per lui cinque terzi posti e tre piazze d'onore). Due volte non concluse la corsa a tappe perché costretto al ritiro, nelle dodici rimanenti edizioni si classificò sempre nella top-ten tranne che nel 1975. Nonostante la miriade di ottimi piazzamenti, in carriera "Pou-Pou" non riuscì mai a vincere la Grande Boucle e non vestì la tanto agognata maglia gialla neanche per un giorno. Anche per questa sua umana tenacia egli è sempre stato preferito dai tifosi francesi rispetto al plurivincente e vecchio rivale Jacques Anquetil.
Si ritirò invece il vincitore dell'edizione 1975 Bernard Thévenet, mentre Eddy Merckx diede forfait e non prese il via. Da segnalare infine l'ottimo quinto posto del toscano Walter Riccomi, a soli 30 secondi dal podio, ultimo piazzamento nei primi 5 per un italiano al Tour fino al secondo posto di Claudio Chiappucci nel 1990.

## Tappe
| Tappa  | Data      | Percorso                                   | km    | Vincitore di tappa | Leader cl. generale |
| ------ | --------- | ------------------------------------------ | ----- | ------------------ | ------------------- |
| Prol.  | 24 giugno | Saint-Jean-de-Monts (cron. individuale)    | 8     | Freddy Maertens    | Freddy Maertens     |
| 1ª     | 25 giugno | Saint-Jean-de-Monts > Angers               | 173   | Freddy Maertens    | Freddy Maertens     |
| 2ª     | 26 giugno | Angers > Caen                              | 236,5 | Giovanni Battaglin | Freddy Maertens     |
| 3ª     | 27 giugno | Le Touquet-Paris-Plage (cron. individuale) | 37    | Freddy Maertens    | Freddy Maertens     |
| 4ª     | 28 giugno | Le Touquet > Bornem (BEL)                  | 258   | Hennie Kuiper      | Freddy Maertens     |
| 5ª-1ª  | 29 giugno | Lovanio (BEL) (cron. a squadre)            | 4,3   | TI-Raleigh         | Freddy Maertens     |
| 5ª-2ª  | 29 giugno | Lovanio (BEL) > Verviers (BEL)             | 144   | Miguel María Lasa  | Freddy Maertens     |
| 6ª     | 30 giugno | Bastogne (BEL) > Nancy                     | 209   | Aldo Parecchini    | Freddy Maertens     |
| 7ª     | 1º luglio | Nancy > Mulhouse                           | 205,5 | Freddy Maertens    | Freddy Maertens     |
|        | 2 luglio  | giorno di riposo                           |       |                    |                     |
| 8ª     | 3 luglio  | Valentigney > Divonne-les-Bains            | 220,5 | Jacques Esclassan  | Freddy Maertens     |
| 9ª     | 4 luglio  | Divonne-les-Bains > Alpe d'Huez            | 258   | Joop Zoetemelk     | Lucien Van Impe     |
| 10ª    | 5 luglio  | Le Bourg-d'Oisans > Monginevro             | 166   | Joop Zoetemelk     | Lucien Van Impe     |
| 11ª    | 6 luglio  | Monginevro > Manosque                      | 224   | José Luis Viejo    | Lucien Van Impe     |
|        | 7 luglio  | giorno di riposo                           |       |                    |                     |
| 12ª    | 8 luglio  | Port-Barcarès > Pyrénées 2000              | 205,5 | Raymond Delisle    | Raymond Delisle     |
| 13ª    | 9 luglio  | Font-Romeu > Saint-Gaudens                 | 188   | Willy Teirlinck    | Raymond Delisle     |
| 14ª    | 10 luglio | Saint-Gaudens > Saint-Lary-Soulan          | 139   | Lucien Van Impe    | Lucien Van Impe     |
| 15ª    | 11 luglio | Saint-Lary-Soulan > Pau                    | 195   | Wladimiro Panizza  | Lucien Van Impe     |
| 16ª    | 12 luglio | Pau > Fleurance                            | 152   | Michel Pollentier  | Lucien Van Impe     |
| 17ª    | 13 luglio | Fleurance > Auch (cron. individuale)       | 38,75 | Ferdinand Bracke   | Lucien Van Impe     |
| 18ª-1ª | 14 luglio | Auch > Langon                              | 86    | Freddy Maertens    | Lucien Van Impe     |
| 18ª-2ª | 14 luglio | Langon > Lacanau-Océan                     | 123   | Freddy Maertens    | Lucien Van Impe     |
| 18ª-3ª | 14 luglio | Lacanau-Océan > Bordeaux                   | 70,5  | Gerben Karstens    | Lucien Van Impe     |
| 19ª    | 15 luglio | Sainte-Foy-la-Grande > Tulle               | 219,5 | Hubert Mathis      | Lucien Van Impe     |
| 20ª    | 16 luglio | Tulle > Puy de Dôme                        | 220   | Joop Zoetemelk     | Lucien Van Impe     |
| 21ª    | 17 luglio | Montargis > Versailles                     | 145,5 | Freddy Maertens    | Lucien Van Impe     |
| 22ª-1ª | 18 luglio | Parigi/Champs-Élysées (cron. individuale)  | 6     | Freddy Maertens    | Lucien Van Impe     |
| 22ª-2ª | 18 luglio | Circuito di Parigi/Champs-Élysées          | 91    | Gerben Karstens    | Lucien Van Impe     |
| Totale | Totale    | Totale                                     | 4 016 |                    |                     |

## Squadre e corridori partecipanti
| N.    | Cod. | Squadra                |
| ----- | ---- | ---------------------- |
| 1-10  | PEU  | Peugeot-Esso-Michelin  |
| 11-20 | GIT  | Gitane-Campagnolo      |
| 21-30 | GAN  | Gan-Mercier-Hutchinson |
| 31-40 | KAS  | KAS-Campagnolo         |
| 41-50 | SER  | Super Ser              |
| 51-60 | RAL  | TI-Raleigh             |
| 61-70 | JOB  | Jobo-Wolber-La France  |

| N.      | Cod. | Squadra                  |
| ------- | ---- | ------------------------ |
| 71-80   | VEL  | Velda-Flandria           |
| 81-90   | MIK  | Miko-De Gribaldy-Superia |
| 91-100  | JOL  | Jollj Ceramica           |
| 101-110 | LEJ  | Lejeune-BP               |
| 111-120 | BRO  | Brooklyn                 |
| 121-130 | SCI  | Scic-Fiat                |

## Resoconto degli eventi
Al Tour de France 1976 parteciparono 130 corridori, dei quali 87 giunsero a Parigi.  Le squadre partecipanti erano 5 francesi, 3 italiane, 2 belghe, 2 spagnole, 1 olandese.  I corridori partecipanti erano 49 francesi, 26 italiani, 19 spagnoli, 18 belgi, 13 olandesi, 4 svizzeri, 1 norvegese.
Partita dal dipartimento della Vandea, sull'Atlantico, la corsa percorse il paese in senso orario, affrontando prima le Alpi e poi i Pirenei, con uno sconfinamento in Belgio. Il velocista Freddy Maertens fu l'assoluto protagonista, nonché capoclassifica, dei primi dieci giorni, grazie alla vittoria nel prologo e in tre tappe in linea. Il 4 luglio sull'Alpe d'Huez si ebbe un cambio in vetta alla generale: la maglia gialla andò infatti a Lucien Van Impe, mentre Maertens concluse con cinque minuti di ritardo; quattro giorni dopo, a Pyrénées 2000 – dodicesima tappa – il simbolo del primato passò invece al francese Raymond Delisle, capace di staccare di quasi sette minuti i principali avversari.
Ma la frazione decisiva per le sorti della corsa fu la numero quattordici, quella tra Saint-Gaudens e Saint-Lary-Soulan con i Colli di Menté, Portillon e Peyresourde, sui Pirenei. Nell'occasione Van Impe andò all'attacco, distanziò tutti i rivali e vinse in solitaria sul Pla d'Adet con 3'12" su Zoetemelk e 12'08 su Delisle, strappando così a quest'ultimo (e lo fece in maniera definitiva) la maglia gialla. Il capolavoro tattico elaborato dal direttore sportivo Guimard risultò decisivo per la vittoria di Van Impe, che aveva fino ad allora limitato le proprie ambizioni al titolo di miglior scalatore.
Van Impe fu maglia gialla al termine di quindici frazioni sulle ventisette previste (considerando nel totale, come unità, anche cronoprologo e semitappe varie).
Grande protagonista del Tour de France 1976, come detto, fu anche l'altro belga Freddy Maertens, che fu il più vincente nelle frazioni corse poiché si impose in otto tappe, eguagliando il record fatto segnare in precedenza da Charles Pélissier nel 1930 e da Eddy Merckx nel 1974. A lui andò la maglia verde, mentre quella a pois fu appannaggio dell'italiano Giancarlo Bellini che si impose per un solo punto su Van Impe. Degna di nota, infine, la fuga solitaria di 160 chilometri che portò José Luis Viejo a vincere l'undicesima tappa, da Monginevro a Manosque, con 22'50" sui primi inseguitori.

## Classifiche finali

### Classifica generale - Maglia gialla
| Pos. | Corridore            | Squadra    | Tempo      |
| ---- | -------------------- | ---------- | ---------- |
| 1    | Lucien Van Impe      | Gitane     | 116h22'23" |
| 2    | Joop Zoetemelk       | Gan        | a 4'14"    |
| 3    | Raymond Poulidor     | Gan        | a 12'08"   |
| 4    | Raymond Delisle      | Peugeot    | a 12'17"   |
| 5    | Walter Riccomi       | Scic-Fiat  | a 12'39"   |
| 6    | Francisco Galdós     | KAS        | a 14'50"   |
| 7    | Michel Pollentier    | Velda      | a 14'59"   |
| 8    | Freddy Maertens      | Velda      | a 25'51"   |
| 9    | Fausto Bertoglio     | Jollj Cer. | a 32'01"   |
| 10   | Vicente López Carril | KAS        | a 35'38"   |

### Classifica a punti - Maglia verde
| Pos. | Corridore         | Squadra    | Punti |
| ---- | ----------------- | ---------- | ----- |
| 1    | Freddy Maertens   | Velda      | 293   |
| 2    | Pierino Gavazzi   | Jollj Cer. | 137   |
| 3    | Jacques Esclassan | Peugeot    | 128   |
| 4    | Enrico Paolini    | Scic-Fiat  | 122   |
| 5    | Gerben Karstens   | TI-Raleigh | 109   |

### Classifica scalatori - Maglia a pois
| Pos. | Corridore         | Squadra  | Punti |
| ---- | ----------------- | -------- | ----- |
| 1    | Giancarlo Bellini | Brooklyn | 170   |
| 2    | Lucien Van Impe   | Gitane   | 169   |
| 3    | Joop Zoetemelk    | Gan      | 119   |
| 4    | Francisco Galdós  | KAS      | 85    |
| 5    | Raymond Poulidor  | Gan      | 81    |

### Classifica giovani - Maglia bianca
| Pos. | Corridore           | Squadra    | Tempo      |
| ---- | ------------------- | ---------- | ---------- |
| 1    | Enrique Martínez H. | KAS        | 117h07'13" |
| 2    | Alain Meslet        | Gitane     | a 1'30"    |
| 3    | Bert Pronk          | TI-Raleigh | a 3'49"    |

### Classifica sprint
| Pos. | Corridore          | Squadra   | Punti |
| ---- | ------------------ | --------- | ----- |
| 1    | Robert Mintkiewicz | Gitane    | 54    |
| 2    | Freddy Maertens    | Velda     | 37    |
| 3    | Marcello Osler     | Brooklyn  | 24    |
| 4    | Éric Lalouette     | Lejeune   | 16    |
| 4    | Pedro Torres       | Super Ser | 16    |

### Classifica a squadre
| Pos. | Squadra                | Tempo |
| ---- | ---------------------- | ----- |
| 1    | KAS-Campagnolo         |       |
| 2    | Gan-Mercier-Hutchinson |       |
| 3    | Scic-Fiat              |       |
| 4    | Peugeot-Esso-Michelin  |       |
| 5    | Gitane-Campagnolo      |       |

### Classifica a squadre a punti
| Pos. | Squadra                | Punti |
| ---- | ---------------------- | ----- |
| 1    | Gan-Mercier-Hutchinson | 884   |
| 2    | Scic-Fiat              | 1329  |
| 3    | Peugeot-Esso-Michelin  | 1401  |
| 4    | Velda-Flandria         | 1624  |
| 5    | Jollj Ceramica         | 1626  |